# Storia dell'Egitto tolemaico (51-30 a.C.)
Per storia dell'Egitto tolemaico (51-30 a.C.) si intende quel periodo della storia dell'Egitto ellenistico che va dall'ascesa al trono di Cleopatra e Tolomeo XIII all'annessione dell'Egitto alla Repubblica romana a seguito dell'Assedio di Alessandria.
In quel periodo l'Egitto fu alleato di Marco Antonio contro i Parti, prima, e in seguito contro i romani di Ottaviano nella guerra civile seguita all'assassinio di Giulio Cesare.

## Le contese per il trono d'Egitto e la guerra civile

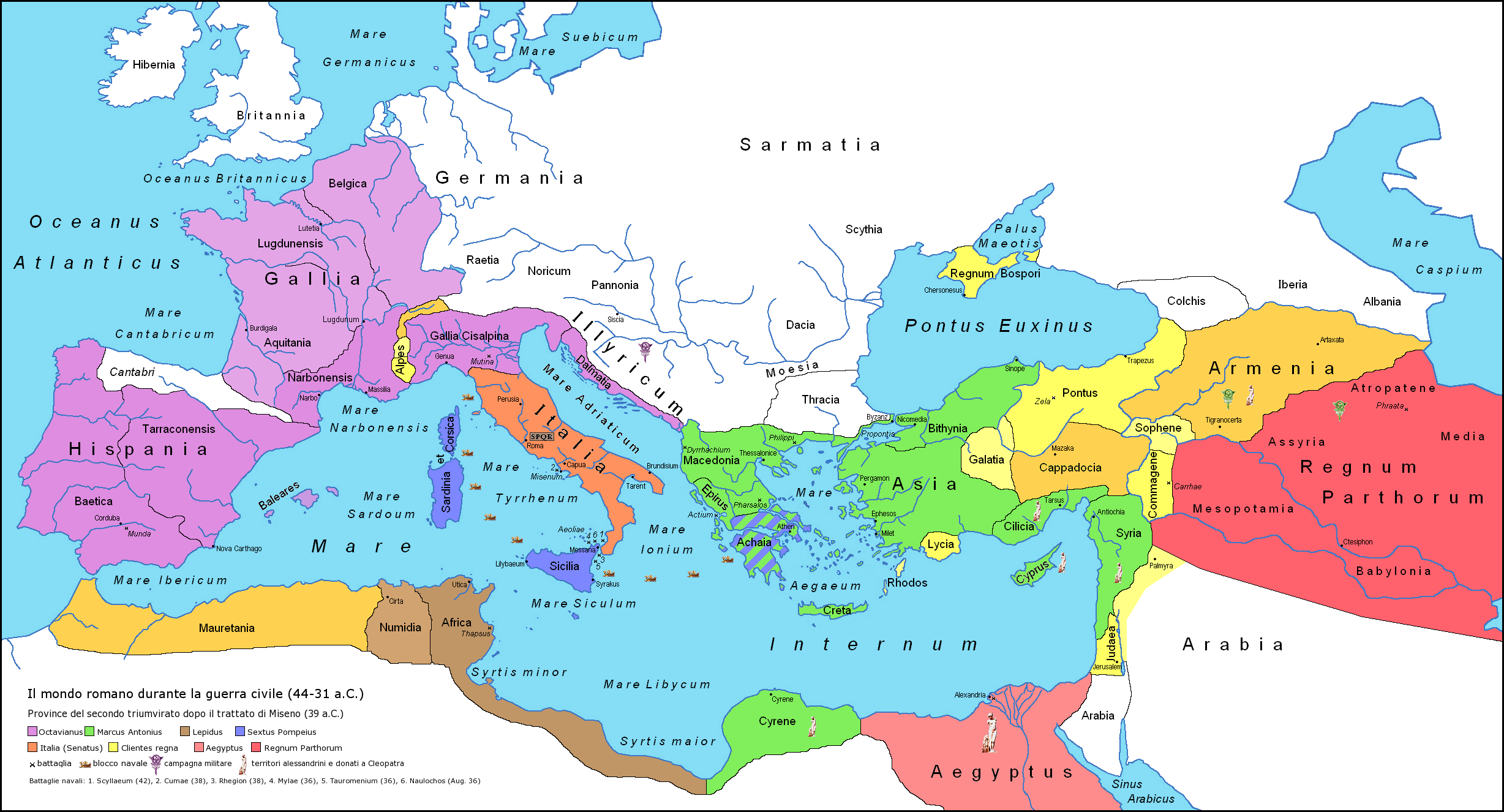

Tolomeo XII, padre di Cleopatra VII, la aveva nominata co-reggente poco prima di morire. Cleopatra VII gli succedette nella primavera del 51 a.C. insieme al fratello di dieci anni Tolomeo XIII, sposato secondo le leggi egizie. Nella primavera del 48 a.C. Tolomeo, insieme con il consigliere nonché suo grandissimo amico (si parla addirittura di una loro storia d'amore) Potino, che era stato nominato reggente del giovane faraone, tentò di deporre Cleopatra e di costringerla a lasciare Alessandria.
La regina radunò un esercito ed ebbe inizio la guerra civile alessandrina. La situazione si complicò quando un'altra loro sorella, Arsinoe IV, cominciò ad avanzare pretese sul trono.
In quel mentre lo sconfitto generale romano Pompeo arrivò in Egitto cercando rifugio dal rivale Giulio Cesare. Inizialmente Tolomeo e Potino finsero di accettare la sua richiesta, ma il 29 settembre del 48 Potino fece uccidere Pompeo, nella speranza di ingraziarsi il favore di Cesare.

## L'arrivo di Cesare
Quando il generale romano arrivò, Tolomeo gli offrì la testa del rivale, provocando la reazione di Cesare, che fece giustiziare Potino e iniziò a sistemare la confusa situazione egiziana, in qualità di rappresentante ufficiale di Roma. Cesare convocò alla reggia Tolomeo e Cleopatra . Cleopatra, parlandogli in latino, gli chiese protezione dal fratello, che voleva assassinarla. Le fonti narrano che l'effetto fu irresistibile e che i due divennero amanti quella notte stessa. Cesare organizzò il ritorno ufficiale della regina e la fece sposare con il fratello. Tolomeo, ancora determinato a deporre Cleopatra, si alleò con la sorella Arsinoe ed insieme organizzarono un esercito, guidato dal eccelso generale Achilla, che nel dicembre del 48 si scontrò nella città di Alessandria con quello di Cesare e Cleopatra.
La battaglia causò molti danni agli edifici della città, compresa la Biblioteca di Alessandria, che fu danneggiata da un incendio perdendo tra le fiamme moltissimi manoscritti d'inestimabile valore. Le legioni romane subirono una pesante sconfitta e lo stesso Cesare per salvarsi da morte sicura fu costretto a fuggire gettandosi in mare. L'arrivo di rinforzi da Pergamo nel febbraio del 47 offrì la vittoria a Cesare e Cleopatra. Arsinoe e Tolomeo furono costretti a lasciare la città. Il 27 marzo dello stesso anno sul fiume Nilo avvenne lo scontro finale tra le truppe di Tolomeo e quelle di Cesare. La battaglia si concluse in un'ecatombe per l'esercito alessandrino: 25500 morti oltre a 12000 prigionieri. Perse la vita lo stesso Tolomeo.
Cleopatra, rimasta unica sovrana dell'Egitto, nominò co-reggente il fratello più giovane Tolomeo XIV. L'Egitto rimase formalmente indipendente, anche se tre legioni romane furono fatte stanziare allo scopo di mantenere l'ordine pubblico. La relazione tra Cesare e Cleopatra, dalla quale nacque un figlio, Tolomeo Cesare detto Cesarione, aveva per entrambi scopi politici: il dittatore romano doveva assicurarsi il controllo dell'Egitto, importante per le sue risorse finanziarie, mentre Cleopatra sperava con essa di ottenere per il paese una posizione di privilegio all'interno dell'impero.

## L'Egitto alleato di Roma

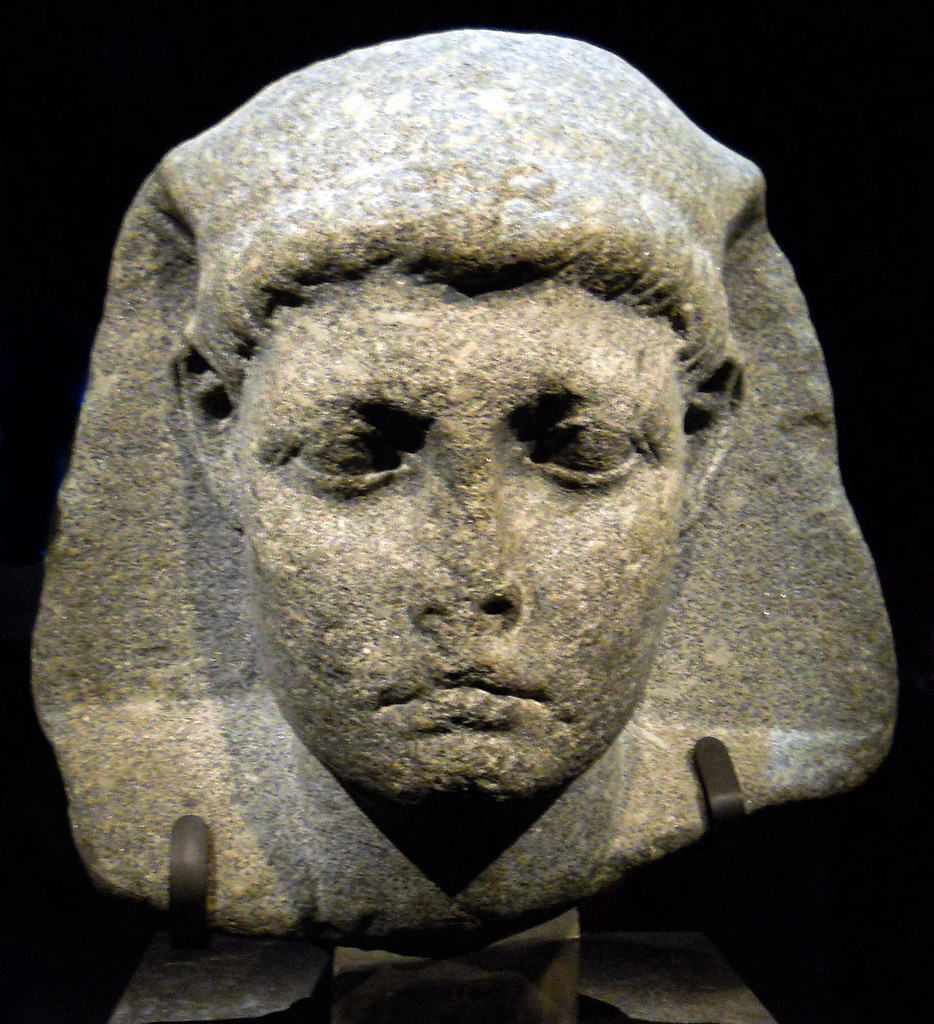
Testa colossale di Tolomeo XV Cesare. Bibliotheca Alexandrina, Alessandria d'Egitto.

Nel 46 a.C. Cleopatra andò a Roma con il figlio appena nato e vi rimase fino alla morte di Cesare, nel 44 a.C. Nell'estate dello stesso anno morì Tolomeo XIV, forse avvelenato dalla stessa Cleopatra, che subito dopo designò Cesarione suo co-reggente, prendendo il nome di Tolomeo XV Cesare. In quegli anni il Regno d'Egitto era uno dei più importanti alleati di Roma e forniva all'impero un grande quantitativo di grano.

## Antonio in Oriente
Nel 42 a.C., Marco Antonio, uno dei triumviri che governavano Roma in seguito al vuoto di potere conseguente la morte di Cesare, chiese a Cleopatra di incontrarlo a Tarso per verificarne la lealtà. Antonio poi la seguì ad Alessandria, dove rimase fino all'anno successivo. Dalla loro unione, nacquero due gemelli Cleopatra Selene ed Alessandro Elio. Quattro anni dopo, nel 37 a.C., mentre era in viaggio per la guerra contro i Parti, Antonio incontrò Cleopatra ad Antiochia, dove si sposarono, anche se il triumviro era legato ad Ottavia, sorella di Ottaviano. Poco dopo nacque un altro figlio, Tolomeo Filadelfo. Ottavia viene rimandata a Roma. Dopo la conquista dell'Armenia, nel 34 a.C., condotta da Antonio con il contributo finanziario e militare (circa 30.000 soldati) egiziano, entrambi celebrarono il trionfo ad Alessandria d'Egitto, e non a Roma, come di solito.

## Le Donazioni di Alessandria
Le Donazioni di Alessandria furono un trattato stabilito da Antonio, in favore di Cleopatra, che ebbe il titolo di Regina dei Re, fu associata nel culto a Iside e nominata reggente dell'Egitto, di Cipro, dell'Armenia, Media, Partia, di Cirenaica, Libia, Fenicia, Siria e Cilicia. Con l'aiuto di Antonio, l'Egitto di Cleopatra stava diventando una vera spina nel fianco per i romani; dopo essersi espanso nel Mediterraneo, grazie alla "Donazione di Alessandria", stava entrando sempre più in contrasto con Roma. Per di più la situazione era aggravata dai comportamenti di Antonio, che si atteggiava ormai come un sovrano orientale, ma soprattutto da Cleopatra, una donna che stava diventando troppo potente e che minacciava Roma.
Tutto ciò scatenò l'indignazione generale dei romani. Cavalcando questa situazione, Ottaviano riuscì a screditare definitivamente Antonio, ottenendo il consolato per l'anno 31 e la dichiarazione di guerra contro Cleopatra, che intanto si era spostata in Grecia con il suo esercito e con Antonio. Contro quest'ultimo Roma non prese provvedimenti in maniera esplicita, ma ormai era considerato un mercenario al soldo della regina straniera. Alla fine si ebbe la guerra, che si trasformò nuovamente in guerra civile; infatti Cleopatra aveva il suo esercito e la sua flotta, ma Antonio non esitò a proteggerla con le sue legioni, composte da cittadini romani a lui fedeli.

## Guerra tra l'Egitto e Roma

Schieramenti durante la battaglia di Azio

Poiché l'esercito di Cleopatra, unito a quello di Antonio, era in Grecia, pronto a varcare l'Adriatico e a invadere l'Italia, Ottaviano iniziò ad organizzare il proprio esercito a Taranto e a Brindisi, ma fu rallentato dalla ribellione di Sesto Pompeo, figlio di quel Pompeo nemico di Cesare, che si era impadronito della Sicilia e minacciava i rifornimenti di grano diretti alla capitale. Antonio approfittò del vantaggio per consolidare la sua posizione e occupò tutti i punti strategici importanti. 
La catena iniziava a sud da Cirene nel Nordafrica, da cui partivano i rifornimenti di grano e viveri, passava per Metone sulla punta sud del Peloponneso, che controllava le rotte del rifornimento, arrivava a Patrasso, il quartier generale, e proseguiva a nord verso Azio, davanti al golfo di Ambracia e con l'isola di Leuca a vista d'occhio, per finire poi sull'isola di Corfù.
Questa disposizione strategica mostra chiaramente che l'intenzione di Antonio era quella di attendere il nemico su posizione di forza invece di muovere direttamente all'attacco. Ottaviano, da parte sua, non era un gran condottiero ma, da ottimo politico, sapeva circondarsi di eccellenti collaboratori fra i quali spiccava per abilità l'ammiraglio Marco Vipsanio Agrippa, che come stratega non aveva niente da invidiare ai migliori condottieri romani.
Mentre Antonio trascorreva l'inverno a Patrasso fra le braccia di Cleopatra, Agrippa preparava le contromisure. I primi giorni di marzo del 31 a.C. l'ammiraglio romano mosse la flotta da Brindisi e attraversò il mar Ionio non in direzione del nemico, che lo attendeva davanti a Leuca, ma verso sud per conquistare la guarnigione di Metone. Colti di sorpresa i militari di Antonio si arresero immediatamente e tutto il quadro strategico ne fu sconvolto. Persa Metone i rifornimenti a Patrasso non poterono più giungere via nave ma solo per via terra, molto più lunga e dispendiosa. Gli esperti di strategia militare contemporanea sono abbastanza d'accordo nell'affermare che a questo punto la guerra poteva considerarsi già decisa a favore di Ottaviano.
Da Metone Agrippa iniziò ad attaccare una dopo l'altra le postazioni di Antonio, che non era in grado di difenderle tutte contemporaneamente: dall'Italia le truppe di Ottaviano sbarcarono in Epiro e attaccarono Corfù, mentre da Metone Agrippa minacciava direttamente Patrasso, costringendo Antonio e Cleopatra a spostare il loro quartier generale ad Azio. Infine Agrippa conquistò anche l'isola di Leuca e si ricongiunse con l'esercito proprio sul lembo di penisola opposto ad Azio. Ottaviano era in posizione di forza e poteva attendere, Antonio e Cleopatra erano costretti a combattere e vincere.
Nonostante le pressioni dei propri generali e la sua superiorità in campo terrestre, Antonio si fece convincere da Cleopatra a combattere una battaglia navale perché l'ambiziosa regina, che non aveva fornito soldati ma navi, voleva essere partecipe della vittoria. La flotta di Antonio era superiore per numero e per buona parte formata da navi grosse e lente (la Flotta tolemaica), mentre quelle di Ottaviano erano molto più manovrabili. 
A maggio inoltre scoppiò un'epidemia di malaria che uccise molti soldati nelle file di Antonio e il mancato arrivo dei rifornimenti causò parecchi tradimenti. Per evitare che gli equipaggi ammutinati consegnassero le navi al rivale, Antonio ne fece bruciare cinquanta, le meno adatte al combattimento, riducendo la sua flotta a 170 unità, ma disponendo sempre della possente flotta egizia, circa 300 navi di grossa stazza. Alla fine di agosto Antonio fece preparare le navi con le vele spiegate, quindi più pesanti e più facilmente incendiabili dal nemico. Forse preparava la fuga, che venne ritardata da una tempesta. La mattina del 2 settembre il mare è liscio ed Antonio fa uscire la flotta dal golfo di Ambracia. Iniziò la battaglia di Azio.
La flotta di Cleopatra inizialmente sembrava avere la meglio, e quindi la tattica della regina sembrava vincente, ma improvvisamente le cose cambiarono e la flotta egizia si trovò in serie difficoltà. La regina che osservava la battaglia a bordo della nave ammiraglia, l'Antonias, vedendo la sua flotta soccombere di fronte alle leggere e manovrabili navi romane, ordinò alla sua scorta personale, circa 60 navi di aprirsi un varco nell'accerchiamento di Marco Vipsanio Agrippa e di far subito rotta verso l'Egitto. Vedendo fuggire la sua amata, anche Antonio abbandonò le sue truppe e inseguì la regina, che però si mostrò molto ritrosa per il vile comportamento del generale. La flotta rimasta a Azio venne prima chiusa nel golfo di Ambracia e poi si arrese (aveva subito pesanti perdite) e la stessa sorte toccò all'esercito di terra, dopo aver atteso per alcuni giorni il ritorno di Antonio, chiese la resa incondizionata a Ottaviano.

## Crollo del Regno tolemaico e suicidio di Cleopatra

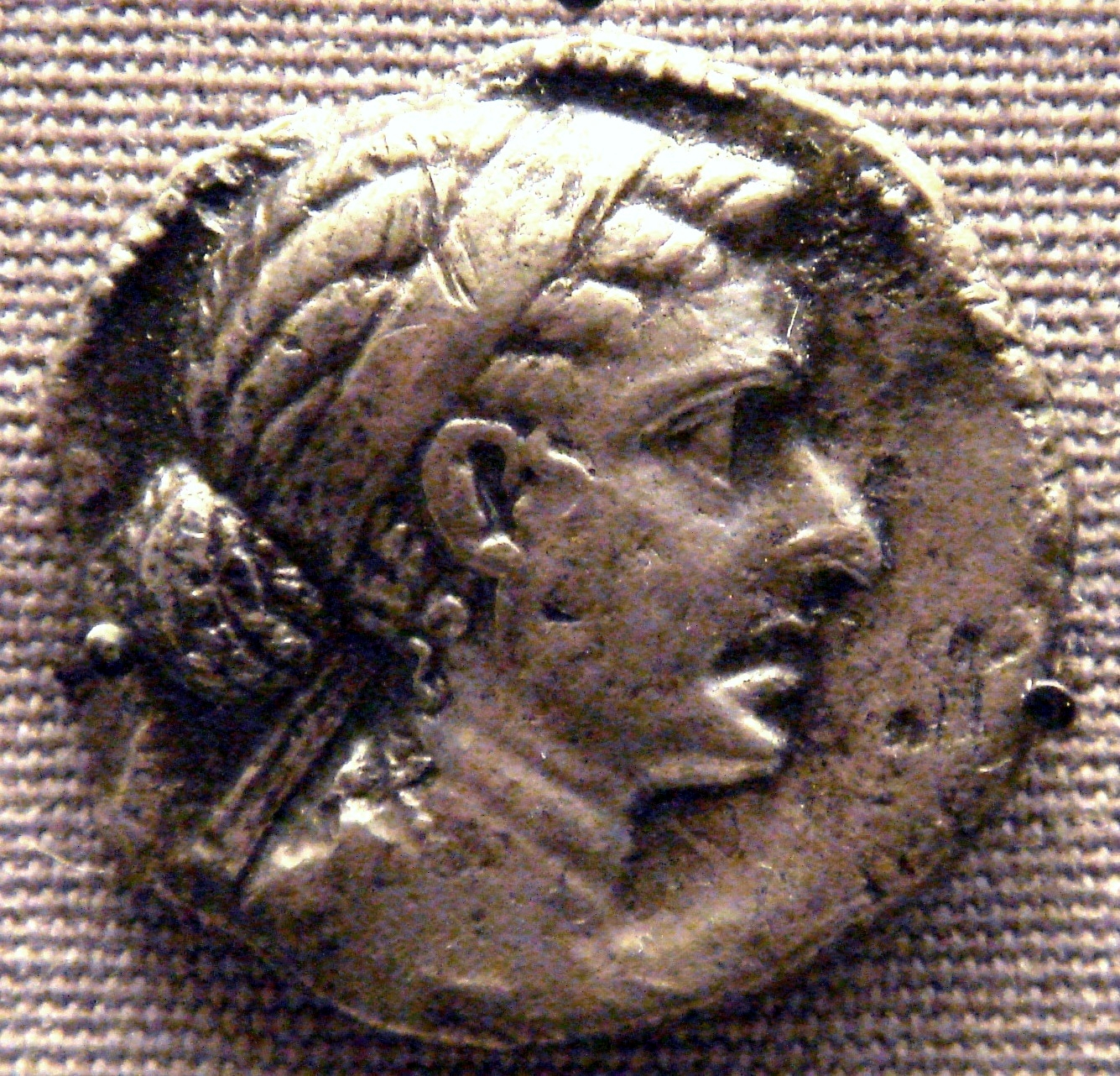
Tetradramma raffigurante Cleopatra

Ritornata ad Alessandria, Cleopatra cercò di negoziare la pace con i romani, ma tutte le sue condizioni e i suoi ricchi doni furono respinti. Tentò in seguito di portare quello che restava della sua flotta dal Mar Mediterraneo al Mar Rosso, per poter mettere in salvo il tesoro d'Egitto. Come ci racconta Plutarco, Cleopatra aveva ordinato di trascinare la sua flotta lungo la sottile striscia di terra (che poi diventerà il Canale di Suez) che divide il Mar Mediterraneo dal Mar Rosso; tuttavia le prime navi vennero incendiate da popolazioni nomadi locali e così la regina fu costretta a desistere dal suo progetto. 
Mentre, nel 30 a.C., Ottaviano iniziava l'invasione dell'Egitto, conquistando il porto di Pelusio, Cleopatra affidò ad Antonio due legioni al completo, per respingere i romani. Alle porte di Alessandria, l'esercito messo in piedi in fretta e furia, si diede alla fuga alla prima vista dei romani. Questa fu l'ennesima umiliazione e Antonio non poté sopportarla; si suicidò.
Occupata Alessandria, Cleopatra cercò di sedurre Ottaviano, come già aveva fatto con Cesare e Antonio, ma non vi riuscì. 
Pur di non vedersi sfilare a Roma sul carro dei vincitori, al seguito di Ottaviano, Cleopatra si chiuse nel suo mausoleo con due ancelle e si fece mordere al seno da un aspide, velenossima specie di vipera.
Quando i romani entrarono nel mausoleo era troppo tardi, la regina era già deceduta.
Così Svetonio racconta la morte di Antonio e Cleopatra (Vita di Cesare Augusto dal De vita Caesarum): In seguito [Ottaviano] si recò in Egitto, ed assediò Alessandria, dove si era ritirato Antonio con Cleopatra. Impadronitosi in breve della città, indusse Antonio, che inutilmente cercava di rappacificarsi con lui, ad uccidersi. Quanto a Cleopatra, che Ottaviano desiderava vivamente fosse conservata in vita, per ornare il suo trionfo, si fece mordere da un aspide. Ottaviano le fece succhiare la ferita da uno Psillo, affinché ne traesse fuori il sangue avvelenato, per vedere se fosse possibile salvarla. Morta ciononostante Cleopatra, Ottaviano dispose che ella con Antonio fossero tumulati nello stesso sepolcro, di cui essi stessi avevano cominciato la costruzione.
Con la morte di Cleopatra VII, ultima dei Tolomei, ebbe fine il Regno d'Egitto, ultimo stato ellenistico ad essere sopravvissuto per così lungo tempo, e terminò la cosiddetta età ellenistica, iniziata con la morte di Alessandro Magno nel 323 a.C.